# Pseuderanthemum latifolium
Pseuderanthemum latifolium är en akantusväxtart som först beskrevs av Vahl, och fick sitt nu gällande namn av B. Hansen. Pseuderanthemum latifolium ingår i släktet Pseuderanthemum och familjen akantusväxter. Utöver nominatformen finns också underarten P. l. levicapsa.